# Dual containment
Dual containment var navnet på en amerikansk politik, som gik ud på at inddæmme (Engelsk: contain) Irak og Iran. Den blev første gang foreslået af Martin Indyk i maj 1993, mens denne var ved WINEP, Washington Institute for Near East Policy, og blev officielt udråbt den 24. februar 1994 ved et symposium ved Middle East Policy Council af Martin Indyk, der nu var blevet senior director for Middle East Affairs ved National Security Council (NSC).

## Ligheder med Kennans ide, om inddæmning af Sovjetunionen
Ideen om at inddæmme de to lande, synes inspireret af George F. Kennans ide om at inddæmme Sovjetunionen under den kolde krig, men flere kritikere  har påpeget, at den ikke respekterede Kennan's forhåndsbetingelse for at inddæmning skal lykkes: Princippet om magtbalance. Kennan argumenterede, at Sovjetunionen og USA som supermagter havde alt at tabe og intet at vinde ved at gå i krig med hinanden. På den anden side havde begge stater globale interesser, som de tydeligvis følte de måtte bevare. Ifølge Kennan, burde USA og Sovjetunionen respektere hinandens interessesfærer. På den måde kunne de komme godt ud af det med hinanden, bygge sig selv op og udvikle deres samfund. Men de måtte under ingen omstændigheder gå i krig med hinanden. Sandelig, med sådanne to diametralt modsatrettede systemer ville relationerne aldrig være varme, og i nogle tilfælde heller ikke præget af samarbejde. Men så længe de ikke forsøgte at destruere hinanden, så kunne katastrofen undgås. Det, som Kennan her gav udtryk for, var magtbalance-konceptet – ideen om, at indenfor international politik, skulle der skabes en ordentlig balance mellem potentielle modstandere, og dette ville føre til en stabil situation som kunne forlænges uendeligt.
I tilfældet Irak og Iran i 1990'erne, konfronterede politik-magerne i Washington de to lande med hvad som lignede et diktat – de to havde bare enten at følge Amerikas ønsker fuldstændigt, eller også ville Washington simpelthen opretholde sanktionerne, indtil de gjorde.

## Konsekvenser
Som konsekvens af denne inddæmningspolitik, var USA nødt til at have et stort antal tropper stationeret i nærheden, og det sted hvor de var udstationeret var i Saudiarabien, noget meget kontroversielt i regionen, fordi Saudi Arbien af muslimer betragtes som 'hellig jord' pga. at landet huser de helligste steder indenfor Islam, Mekka og Medina. Osama bin Laden har selv nævnt denne udstationering af amerikanske tropper i sit fædreland, som en del af motivationen for 11. september angrebene, hvor 16 af de 19 kaprere også var saudiere.
Traditionel amerikansk politik havde været, ikke at engagere sig i mellemøsten med tropper på jorden, men i stedet være 'over horisonten', parat til eventuelt at gå ind. Den eneste gang denne faste praksis blev fraveget, var under den libanesiske borgerkrig, og dét endte som bekendt med Angrebet på MNF i Beirut 1983.
I midten af 90'erne var der betydelig utilfredshed med dual containment, fordi den gjorde USA til dødelig fjende af to lande, som hadede hinanden, og som tvang Washington til at bære byrden med at inddæmme dem begge. Efter pres fra AIPAC og andre pro-israelske kræfter, skærpede Clinton i foråret 1995 politikken yderligere ved at indføre en embargo overfor Iran. Men AIPAC og de andre ville have mere. Resultatet var Iran and Libya Sanctions Act fra 1996, som indførte sanktioner overfor ethvert udenlandsk firma, som investerede mere end 40 millioner $ i udviklingen af Iran og Libyens oliesektorer.

## Enden
I de sene 1990'er begyndte de neokonservative at argumentere for at dual containment ikke var nok, og at et regimeskifte i Irak var altafgørende. Ved at fjerne Saddam fra magten og skabe Irak om til et blomstrende demokrati, argumenterede de, kunne USA igangsætte en omsiggribende forandringsproces over hele mellemøsten. Den samme tænkemåde kom til udtryk i Clean Break -studiet, som de neokonservative skrev til Benjamin Netanyahu.